# Annalisa Cucinotta
Annalisa Cucinotta (Latisana, 4 marzo 1986) è una pistard ed ex ciclista su strada italiana, vincitrice di una tappa al Giro d'Italia 2015, di tre prove di Coppa del mondo su pista e di una medaglia d'argento europea nella corsa a eliminazione.

## Carriera

### Gli esordi e le vittorie giovanili su pista
Nata nel 1986 a Latisana, in provincia di Udine, è sorella di Claudio Cucinotta, anch'egli ciclista.
Nel 2003, a 17 anni, prende parte ai Mondiali su strada di Hamilton, nella corsa in linea Junior, non arrivando al traguardo. L'anno prima aveva vinto la Coppa Rosa, importante gara per cicliste Allieve. Sempre nel 2003 partecipa alle prime gare internazionali su pista, prendendo parte ai Mondiali juniores (prima di tre partecipazioni) di Mosca e vincendo la medaglia d'argento nello scratch agli Europei juniores (prima di sei partecipazioni) sempre a Mosca.
Nel 2004 si aggiudica l'oro europeo nello scratch Juniores a Valencia e l'argento nei 500 m e nella velocità, ma soprattutto il titolo mondiale juniores nello scratch a Los Angeles. Nel 2003 e 2004 è anche campionessa italiana juniores nei 500 m e nella velocità, nel 2004 anche della corsa a punti. Nel 2005 vince la gara di scratch in una tappa di Coppa del mondo a Sydney e prende parte agli Europei Under-23 di Fiorenzuola d'Arda, arrivando nona nella gara di velocità.

### 2006-2009: i primi anni da senior e la squalifica
Il 2006 la vede iniziare la carriera da senior anche nel ciclismo su strada con la squadra lucchese SC Michela Fanini; in stagione vince le prime due tappe dell'Eko Tour Dookola Polski, prende inoltre parte al Giro d'Italia, ritirandosi, e ad alcune gare di Coppa del mondo. Contemporaneamente, su pista, si aggiudica un'altra gara di scratch di Coppa del mondo, a Mosca, e partecipa ai Mondiali di Bordeaux (sesta nello scratch) e agli Europei Under-23 di Atene, dove vince la medaglia d'argento nel Keirin.
Nel biennio seguente su pista si aggiudica due titoli italiani, nello scratch e nel keirin (entrambi nel 2007), un altro argento europeo Under-23, a Cottbus 2007 nello scratch, e un'altra gara di scratch in Coppa del mondo, a Cali nel 2008; è inoltre quarta nello scratch ai Mondiali 2008 a Manchester. Su strada invece, dopo il terzo posto al Gran Premio della Liberazione 2007 (era stata seconda l'anno prima), vince in volata, nell'agosto 2008, la prima edizione della Classica Città di Padova.
Squalificata nel gennaio 2009 per positività al boldenone, Cucinotta rimane ferma due anni, nonostante una battaglia legale che la vede sempre professarsi innocente, a causa del rifiuto da parte dell'UCI di lasciarla sottoporre ad un esame del DNA. Sempre dopo un'altra battaglia legale, riesce a ribaltare una norma della Federazione Ciclistica Italiana che negava la maglia della nazionale agli atleti sospesi per più di sei mesi per doping, regola che avrebbe posto fine alla sua carriera su pista.

### 2011-2017: il rientro e gli ultimi anni

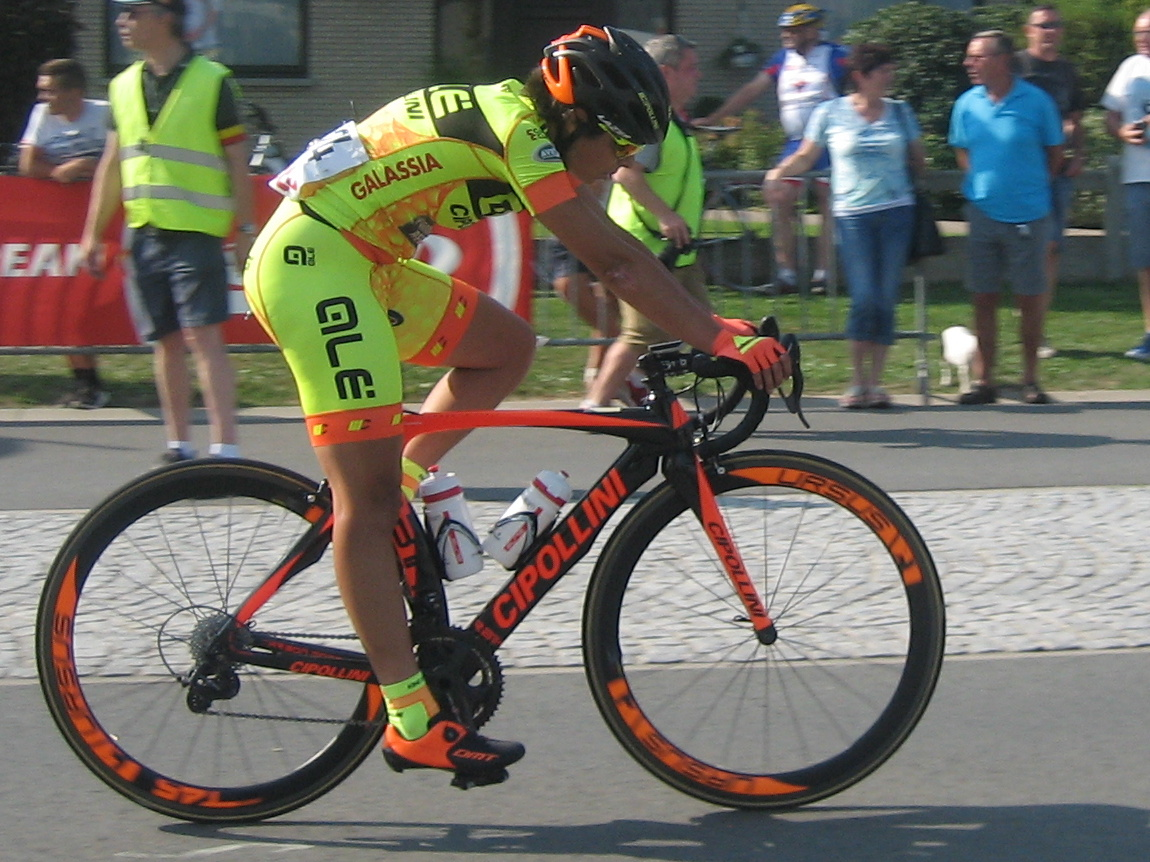
Cucinotta nel 2016 al Giro del Belgio in maglia Alé-Cipollini

Dopo la squalifica, Cucinotta rientra alle gare nel 2011. Su strada veste per due anni la maglia del Kleo Ladies Team, nelle stagioni seguenti gareggia quindi con la Servetto-Footon per due anni, con l'Alé-Cipollini per due anni e infine, nel 2017, con la formazione belga Lensword-Kuota.
Su strada prende parte ad altri cinque Giri d'Italia, ottenendo come miglior risultato una vittoria di tappa in volata nell'edizione 2015, nella frazione da Pioltello a Pozzo d'Adda; nello stesso 2015 si aggiudica anche una tappa del Tour of Qatar. Partecipa in quegli anni anche a due Giri delle Fiandre, nel 2014 e 2015, ritirandosi in entrambi i casi, e ad altre gare di Coppa del mondo e World Tour.
Rientrata anche all'attività su pista, tra 2013 e 2014 si aggiudica altri cinque titoli italiani (due nello scratch, uno nei 500 m, uno nella velocità e uno nella velocità a squadre), ma soprattutto, in maglia azzurra, l'argento ai campionati europei 2015 a Grenchen nella corsa a eliminazione, battuta solo dalla britannica Kate Archibald. Partecipa peraltro ancora a due edizioni dei Mondiali di specialità, nel 2011, come componente del quartetto dell'inseguimento, e nel 2015, correndo nello scratch.
Si è ritirata dall'attività a fine 2017, a 31 anni.

## Palmarès

### Strada
- 2002 (juniores)

Coppa Rosa
- 2006 (Michela Fanini, due vittorie)

1ª tappa Eko Tour Dookola Polski (Włocławek > Włocławek)
2ª tappa Eko Tour Dookola Polski (Gąbin > Gostynin)
- 2008 (Michela Fanini, una vittoria)

Classica Città di Padova
- 2015 (Alé, due vittorie)

1ª tappa Tour of Qatar (Museo d'arte islamica > Dukhan Beach)
4ª tappa Giro Rosa (Pioltello > Pozzo d'Adda)

### Pista
- 2003 (juniores)

Campionati italiani, 500 m Juniores
Campionati italiani, Velocità Juniores
- 2004 (juniores)

Campionati italiani, 500 m Juniores
Campionati italiani, A punti Juniores
Campionati italiani, Velocità Juniores
- 2005 (una vittoria)

Coppa del mondo, Sydney, Scratch
- 2006 (una vittoria)

Coppa del mondo, Mosca, Scratch
- 2007 (due vittorie)

Campionati italiani, Keirin
Campionati italiani, Scratch
- 2008 (una vittoria)

Coppa del mondo, Cali, Scratch
- 2013 (quattro vittorie)

Copa Mexico, Omnium
Campionati italiani, 500 m
Campionati italiani, Scratch
Campionati italiani, Velocità
- 2014 (due vittorie)

Campionati italiani, Scratch
Campionati italiani, Velocità a squadre (con Maila Andreotti)
- 2015 (una vittoria)

Trofeu Literio Augusto Marques, Scratch

## Piazzamenti

### Grandi Giri
- Giro Rosa

2006: ritirata
2011: 96ª
2013: 120ª
2014: 118ª
2015: 88ª
2017: 113ª

### Classiche monumento
- Giro delle Fiandre

2014: ritirata
2015: ritirata

### Competizioni mondiali

#### Strada
- Campionati del mondo

Hamilton 2003 - In linea Junior: ritirata

#### Pista
- Campionati del mondo

Mosca 2003 - 500 m Junior: 14ª
Mosca 2003 - A punti Junior: 4ª
Mosca 2003 - Keirin Junior: 9ª
Mosca 2003 - Velocità Junior: 11ª
Los Angeles 2004 - 500 m Junior: 5ª
Los Angeles 2004 - Scratch Junior: vincitrice
Los Angeles 2004 - Velocità Junior: 7ª
Aguascalientes 2007 - Velocità Junior: 7ª
Bordeaux 2006 - Scratch: 6ª
Palma di Maiorca 2007 - Keirin: 15ª
Palma di Maiorca 2007 - Scratch: 6ª
Manchester 2008 - Scratch: 4ª
Apeldoorn 2011 - Inseguimento a squadre: 15ª
Saint-Quentin-en-Yvelines 2015 - Scratch: 6ª

### Competizioni europee

#### Pista
- Campionati europei

Mosca 2003 - Scratch Juniores: 2ª
Mosca 2003 - Velocità Juniores: 6ª
Valencia 2004 - Scratch Juniores: vincitrice
Valencia 2004 - 500 m Juniores: 2ª
Valencia 2004 - A punti Juniores: 13ª
Valencia 2004 - Velocità Juniores: 2ª
Fiorenzuola d'Arda 2005 - Velocità Under-23: 9ª
Atene 2006 - Keirin Under-23: 2ª
Atene 2006 - Scratch Under-23: 5ª
Atene 2006 - Velocità Under-23: 7ª
Cottbus 2007 - Scratch Under-23: 2ª
Pruszków 2008 - Keirin Under-23: 10ª
Pruszków 2008 - Scratch Under-23: 5ª
Pruszków 2008 - Velocità a squadre Under-23: 4ª
Grenchen 2015 - Corsa a eliminazione: 2ª